# Coppa di Romania 2020-2021 (pallavolo maschile)
La Coppa di Romania 2020-2021, 15ª edizione della coppa nazionale di pallavolo maschile, si è svolta dal 28 al 31 gennaio 2021: al torneo hanno partecipato dodici squadre di club rumene e la vittoria finale è andata per la terza volta, la seconda consecutiva, alla Dinamo Bucarest.

## Formula
La formula ha previsto ottavi di finale, quarti di finale, semifinali e finale.

## Squadre partecipanti
| - Arcada Galați - Baia Mare - Braşov - Dinamo Bucarest - Pro Volei Arad - Steaua Bucarest | - Știința Bucarest - Unirea Dej - Universitatea Cluj - Universitatea Craiova - Universitatea Timișoara - Zalău |

## Torneo

### Tabellone
|  | Ottavi di finale        | Ottavi di finale |  |  | Quarti di finale      | Quarti di finale |  |                       | Semifinali      | Semifinali |  |                 | Finale                | Finale |
|  |                         |                  |  |  |                       |                  |  |                       |                 |            |  |                 |                       |        |
|  |                         |                  |  |  | Arcada Galați         | 3                |  |                       |                 |            |  |                 |                       |        |
|  |                         |                  |  |  | Arcada Galați         | 3                |  |                       |                 |            |  |                 |                       |        |
|  | Baia Mare               | 0                |  |  | Steaua Bucarest       | 0                |  |                       |                 |            |  |                 |                       |        |
|  | Baia Mare               | 0                |  |  | Steaua Bucarest       | 0                |  |                       |                 |            |  |                 |                       |        |
|  | Steaua Bucarest         | 3                |  |  |                       |                  |  | Arcada Galați         | 0               |            |  |                 |                       |        |
|  | Steaua Bucarest         | 3                |  |  |                       |                  |  | Arcada Galați         | 0               |            |  |                 |                       |        |
|  | Universitatea Timișoara | 1                |  |  |                       |                  |  |                       | Dinamo Bucarest | 3          |  |                 |                       |        |
|  | Universitatea Timișoara | 1                |  |  |                       |                  |  |                       | Dinamo Bucarest | 3          |  |                 |                       |        |
|  | Știința Bucarest        | 3                |  |  | Știința Bucarest      | 0                |  |                       |                 |            |  |                 |                       |        |
|  | Știința Bucarest        | 3                |  |  |                       | 0                |  |                       |                 |            |  |                 |                       |        |
|  |                         |                  |  |  | Dinamo Bucarest       | 3                |  |                       |                 |            |  |                 |                       |        |
|  |                         |                  |  |  | Dinamo Bucarest       | 3                |  |                       |                 |            |  |                 |                       |        |
|  |                         |                  |  |  |                       |                  |  |                       |                 |            |  | Dinamo Bucarest | 3                     |        |
|  |                         |                  |  |  |                       |                  |  |                       |                 |            |  | Dinamo Bucarest | 3                     |        |
|  | Universitatea Cluj      | 0                |  |  |                       |                  |  |                       |                 |            |  |                 | Universitatea Craiova | 1      |
|  | Universitatea Cluj      | 0                |  |  |                       |                  |  |                       |                 |            |  |                 | Universitatea Craiova | 1      |
|  | Zalău                   | 3                |  |  | Zalău                 | 0                |  |                       |                 |            |  |                 |                       |        |
|  | Zalău                   | 3                |  |  |                       |                  |  |                       |                 |            |  |                 |                       |        |
|  |                         |                  |  |  | Universitatea Craiova | 3                |  |                       |                 |            |  |                 |                       |        |
|  |                         |                  |  |  | Universitatea Craiova | 3                |  |                       |                 |            |  |                 |                       |        |
|  |                         |                  |  |  |                       |                  |  | Universitatea Craiova | 3               |            |  |                 |                       |        |
|  |                         |                  |  |  |                       |                  |  | Universitatea Craiova | 3               |            |  |                 |                       |        |
|  |                         |                  |  |  |                       |                  |  |                       | Unirea Dej      | 0          |  |                 |                       |        |
|  |                         |                  |  |  |                       |                  |  |                       | Unirea Dej      | 0          |  |                 |                       |        |
|  |                         |                  |  |  | Unirea Dej            | 3                |  |                       |                 |            |  |                 |                       |        |
|  |                         |                  |  |  | Unirea Dej            | 3                |  |                       |                 |            |  |                 |                       |        |
|  | Pro Volei Arad          | 0                |  |  | Braşov                | 1                |  |                       |                 |            |  |                 |                       |        |
|  | Pro Volei Arad          | 0                |  |  | Braşov                | 1                |  |                       |                 |            |  |                 |                       |        |
|  | Braşov                  | 3                |  |  |                       |                  |  |                       |                 |            |  |                 |                       |        |
|  | Braşov                  | 3                |  |  |                       |                  |  |                       |                 |            |  |                 |                       |        |

### Risultati

#### Ottavi di finale
| 28 gennaio 2021 Sala Sporturilor Horia Demian, Cluj-Napoca Durata: ? - Spettatori: ? | Baia Mare               | 0 - 3 | Steaua Bucarest  | 21-25, 19-25, 28-30        |
| 28 gennaio 2021 Sala Sporturilor Horia Demian, Cluj-Napoca Durata: ? - Spettatori: ? | Universitatea Cluj      | 0 - 3 | Zalău            | 19-25, 22-25, 23-25        |
| 28 gennaio 2021 Sala Sporturilor Horia Demian, Cluj-Napoca Durata: ? - Spettatori: ? | Pro Volei Arad          | 0 - 3 | Braşov           | 19-25, 26-28, 26-28        |
| 28 gennaio 2021 Sala Sporturilor Horia Demian, Cluj-Napoca Durata: ? - Spettatori: ? | Universitatea Timișoara | 1 - 3 | Știința Bucarest | 25-16, 14-25, 21-25, 13-25 |

#### Quarti di finale
| 29 gennaio 2021 Sala Sporturilor Horia Demian, Cluj-Napoca Durata: ? - Spettatori: ? | Arcada Galați    | 3 - 0 | Steaua Bucarest       | 25-17, 25-22, 25-12        |
| 29 gennaio 2021 Sala Sporturilor Horia Demian, Cluj-Napoca Durata: ? - Spettatori: ? | Zalău            | 0 - 3 | Universitatea Craiova | 27-29, 23-25, 22-25        |
| 29 gennaio 2021 Sala Sporturilor Horia Demian, Cluj-Napoca Durata: ? - Spettatori: ? | Unirea Dej       | 3 - 1 | Braşov                | 25:15, 20-25, 25-21, 25-17 |
| 29 gennaio 2021 Sala Sporturilor Horia Demian, Cluj-Napoca Durata: ? - Spettatori: ? | Știința Bucarest | 0 - 3 | Dinamo Bucarest       | 16-25, 20-25, 19-25        |

#### Semifinali
| 30 gennaio 2021 Sala Sporturilor Horia Demian, Cluj-Napoca Durata: ? - Spettatori: ? | Arcada Galați         | 0 - 3 | Dinamo Bucarest | 19-25, 19-25, 20-25 |
| 30 gennaio 2021 Sala Sporturilor Horia Demian, Cluj-Napoca Durata: ? - Spettatori: ? | Universitatea Craiova | 3 - 0 | Unirea Dej      | 25-21, 25-13, 25-16 |

#### Finale
| 31 gennaio 2021 Sala Sporturilor Horia Demian, Cluj-Napoca Durata: ? - Spettatori: ? | Dinamo Bucarest | 3 - 1 | Universitatea Craiova | 18-25, 25-23, 28-26, 25-23 |